# 蒙塔涅罗斯足球俱乐部
蒙塔涅罗斯足球俱乐部，是西班牙拉科鲁尼亚市的一个足球俱乐部，成立于1977年。